# 348034 Deslorieux
348034 Deslorieux è un asteroide della fascia principale. Scoperto nel 2003, presenta un'orbita caratterizzata da un semiasse maggiore pari a 2,6792364 UA e da un'eccentricità di 0,2435071, inclinata di 14,85068° rispetto all'eclittica.
Dal 25 aprile al 22 luglio 2013, quando 360762 FRIPON ricevette la denominazione ufficiale, è stato l'asteroide denominato con il più alto numero ordinale. Prima della sua denominazione, il primato era di 346261 Alexandrescu.
L'asteroide è dedicato a Jean-Marie Deslorieux, nonno dello scopritore.